# Jacob Emden
Pour les articles homonymes, voir Emden et Yaavetz.
Cet article possède un paronyme, voir Ziv.
Jacob Emden dit le Ya'avetz (hébreu : (יעקב עמדן בן צבי (הירש אשכנזי Yaakov Emden ben Tsvi (Hirsh Ashkenazi)) est l’une des principales autorités rabbiniques du XVIIIe siècle (Altona, 1697 - 1776). Son père le rabbin Tsvi Hirsh Ashkenazi fut un grand auteur et dirigeant du Judaïsme.

## Présentation
Yaakov Emden compte parmi les rabbins les plus en vue et respectés dans l'Allemagne du XVIIIe siècle. Il est un érudit de la Torah, des sciences et en langues, il écrivit entre-autres des explications, des notes et corrections sur toute la Mishna appelé "Lekhem Shamayim", le Seder Olam Rabah, le Talmud appeleé "Kolan Shel Sofrim", le Choulhan Aroukh et les Arbaa Tourim appelé "Mor-Ouktsia", le Sidour appelé "Louah Erez" plus connu sous le nom de "Beith Yaakov", ainsi que sur la Haggada de Pessa'h.
Comme son père, il fut des premiers à mener une lute contre le sabbataïsme.
Le rabbin Yaakov Emden meurt en 1776 laissant derrière lui plus de quatorze ouvrages, dont un recueil de prières commentées au regard des traditions juives connu de tous du nom de Beith Yaakov.

## Œuvres
- (he) Edut BeYaakov, sur la prétendue hérésie de Jonathan Eybeschutz, et incluant Iggeret Shum, une letttre aux rabbins des "Quatre Pays". Altona, 1756.
- (he) Shimmush, comprenant trois ouvrages: Shoṭ la-Sus et Meteg laHamor, sur l'influence croissante des Sabbatéens, et Sheveṭ leGev Kesilim, une réfutation des manifestations hérétiques. Amsterdam, 1758–1762.
- (he) Shevirat Luchot haAven, une réfutation de "Luchot Edut" par Jonathan Eybeschutz.  Altona, 1759.
- (he) Sechok haKesil, Yekev Ze'ev, and Gat Derukhah, trois ouvrages polémiques publiés dans l'ouvrage Hit'abbekut par un de ses élèves. Altona, 1762.
- (he) Mitpachat Sefarim, en deux parties: la première montrant qu'une partie du Zohar n'est pas authentique mais est une compilation ultérieure; la seconde partie the second, une critique de  "Emunat Hakhamim" et "Mishnat Hakhamim," et d'autres ouvrages et des letttes polémiques adressées au rabbin de Königsberg. Altona, 1761–1768.
- (he) Herev Pifiyyot, Iggeret Purim, Teshuvot haMinim, et Zikkaron beSefer, sur les changeurs et banquiers. (inédit).
- (he) Lechem Shamayim, un commentaire sur la Mishnah, avec un traité en deux parties, sur les ouvrages de Moïse Maïmonide: Mishneh Torah, Beit haBechirah. Altona, 1728; Wandsbeck, 1733.
- (he) Iggeret Bikkoret,responsa. Altona, 1733.
- (he) She'elat Ya'abetz, une collection de 372 responsa. Altona, 1739–1759.
- (he) Siddur Tefillah, une édition du rituel commentée, notes grammaticales, lois rituelles, et divers traités, en trois parties: Beit-El, Sha'ar haShamayim, et Migdal Oz. Incluant un traité intitulé Even Bochan, et une critique de l'ouvrage de Menahem Lonzano Avodat Mikdash, intitulée Seder Avodah. Altona, 1745–1748.
- (he) Etz Avot, un commentaire sur les Pirkei Avot, avec Lechem Nekudim, notes grammaticales. Amsterdam, 1751.
- (he) Sha'agat Aryeh, éloge de son beau-frère Aryeh Leib ben Saul, le rabbin d'Amsterdam. Amsterdam, 1755. Aussi inclus dans son ouvrageKishurim leYa'akov.
- (he) Seder Olam Rabbah veZutta, les deux Seder Olam and Megillat Ta'anit, édités avec des notes critiques. Hambourg, 1757.
- (he) Mor uKetziah, novellæ on Orach Hayyim (les novellæ sur les Yore Dea, Even Ha'ezer, et Hoshen Mishpat de Mor uKetziah sont inédites).
- (he) Tzitzim uFerachim, une collection d'articles sur la Kabbale, suivant l'ordre alphabétique. Altona, 1768.
- (he) Luach Eresh, notes grammaticales sur les prières, et une critique de l'ouvrage de Solomon Hena Sha'arei Tefillah. Altona, 1769.
- (he) Shemesh Tzedakah. Altona, 1772.
- (he) Pesach Gadol, Tefillat Yesharim, et Ḥoli Ketem. Altona, 1775.
- (he) Sha'arei Azarah. Altona, 1776.
- (he)Divrei Emet uMishpaṭ Shalom.
- (he) Megillat Sefer, contenant sa biographie et celle de son père. Varsovie, 1897
- (he) Kishurim leYaakov, collection de sermons.
- (he) Novellæ marginales sur le Talmud de Babylone.
- (he) Emet LeYaakov, notes sur le Zohar et d'autres œuvres dont l'ouvrage de Dei Rossi Meor Einayim. Kiryas Joel, 2017